# Анкор-Пойнт
Анкор-Пойнт (англ. Anchor Point) — містечко в Канаді, у провінції Ньюфаундленд і Лабрадор.

## Населення
За даними перепису 2016 року, містечко нараховувало 314 осіб, показавши скорочення на 3,7%, порівняно з 2011-м роком. Середня густина населення становила 130,2 осіб/км².
З офіційних мов обидвома одночасно не володів жоден з жителів, тільки англійською — 315.
Працездатне населення становило 65% усього населення, рівень безробіття — 61,5% (72,2% серед чоловіків та 52,4% серед жінок). 97,4% осіб були найманими працівниками, а 0% — самозайнятими.
Середній дохід на особу становив $61 645 (медіана $35 712), при цьому для чоловіків — $89 069, а для жінок $37 877 (медіани — $72 704 та $28 608 відповідно).
25,4% мешканців мали закінчену шкільну освіту, не мали закінченої шкільної освіти — 35,6%, 39% мали післяшкільну освіту, з яких 26,1% мали диплом бакалавра, або вищий.
| Статево-вікова структура населення | Статево-вікова структура населення | Статево-вікова структура населення | Статево-вікова структура населення | Статево-вікова структура населення |
| ---------------------------------- | ---------------------------------- | ---------------------------------- | ---------------------------------- | ---------------------------------- |
|                                    |                                    |                                    |                                    |                                    |
| Всього                             | Всього                             | 51,6%48,4%                         |                                    |                                    |
| 0 — 14 років                       | 0 — 14 років                       |                                    | 17,2%                              | 17,2%                              |
| 15 — 64 років                      | 15 — 64 років                      |                                    | 64,1%                              | 64,1%                              |
| 65 і більше                        | 65 і більше                        |                                    | 18,8%                              | 18,8%                              |
| Середній вік (років)               | Середній вік (років)               | 40,745,1                           | 42,8                               | 42,8                               |
| Медіана (років)                    | Медіана (років)                    | 43,147,5                           | 44,6                               | 44,6                               |
| — чоловіки — жінки                 |                                    |                                    |                                    |                                    |

| Походження мешканців:     | Походження мешканців:     | Походження мешканців: | Походження мешканців: | Походження мешканців: |
| ------------------------- | ------------------------- | --------------------- | --------------------- | --------------------- |
| Походження                |                           |                       | осіб                  | %                     |
| Корінні американці        | Корінні американці        |                       | 0                     | 0%                    |
| Інше північноамериканське | Інше північноамериканське |                       | 255                   | 77.27%                |
| Європейське               | Європейське               |                       | 165                   | 50%                   |
| британське                | британське                |                       | 150                   | 45.45%                |
| французьке                | французьке                |                       | 15                    | 4.55%                 |

| Зайнятість населення за галузями (за класифікацією NOC): | Зайнятість населення за галузями (за класифікацією NOC): | Зайнятість населення за галузями (за класифікацією NOC): | Зайнятість населення за галузями (за класифікацією NOC): | Зайнятість населення за галузями (за класифікацією NOC): |
| -------------------------------------------------------- | -------------------------------------------------------- | -------------------------------------------------------- | -------------------------------------------------------- | -------------------------------------------------------- |
|                                                          |                                                          |                                                          |                                                          |                                                          |
| Управління                                               | Управління                                               |                                                          | 5,3%                                                     | 5,3%                                                     |
| Бізнес, фінанси та адміністрування                       | Бізнес, фінанси та адміністрування                       |                                                          | 5,3%                                                     | 5,3%                                                     |
| Природничі та прикладні науки                            | Природничі та прикладні науки                            |                                                          | 5,3%                                                     | 5,3%                                                     |
| Охорона здоров'я                                         | Охорона здоров'я                                         |                                                          | 5,3%                                                     | 5,3%                                                     |
| Освіта, правозахист, муніципальні та урядові служби      | Освіта, правозахист, муніципальні та урядові служби      |                                                          | 5,3%                                                     | 5,3%                                                     |
| Роздрібна торгівля та послуги                            | Роздрібна торгівля та послуги                            |                                                          | 10,5%                                                    | 10,5%                                                    |
| Гуртова торгівля, транспорт та обладнання                | Гуртова торгівля, транспорт та обладнання                |                                                          | 13,2%                                                    | 13,2%                                                    |
| Природні ресурси, сільське господарство                  | Природні ресурси, сільське господарство                  |                                                          | 34,2%                                                    | 34,2%                                                    |
| Виробництво                                              | Виробництво                                              |                                                          | 18,4%                                                    | 18,4%                                                    |

## Клімат
Середня річна температура становить 1,9°C, середня максимальна – 17,1°C, а середня мінімальна – -14,5°C. Середня річна кількість опадів – 1 086 мм.
| Клімат поселення                              | Клімат поселення | Клімат поселення | Клімат поселення | Клімат поселення | Клімат поселення | Клімат поселення | Клімат поселення | Клімат поселення | Клімат поселення | Клімат поселення | Клімат поселення | Клімат поселення | Клімат поселення |
| Показник                                      | Січ.             | Лют.             | Бер.             | Квіт.            | Трав.            | Черв.            | Лип.             | Серп.            | Вер.             | Жовт.            | Лист.            | Груд.            |                  |
| Середній максимум, °C                         | −4,6             | −5,5             | −1,5             | 3,90             | 8,00             | 12,00            | 16,40            | 17,10            | 13,40            | 8,00             | 3,40             | −2,1             |                  |
| Середня температура, °C                       | −9,1             | −10              | −6               | −0,6             | 3,50             | 7,50             | 13,30            | 14,00            | 10,40            | 5,00             | 0,40             | −5,2             |                  |
| Середній мінімум, °C                          | −13,5            | −14,5            | −10,5            | −5,1             | −1               | 3,00             | 10,30            | 11,00            | 7,30             | 1,90             | −2,7             | −8,2             |                  |
| Норма опадів, мм                              | 99               | 79               | 79               | 62               | 74               | 103              | 106              | 104              | 98               | 99               | 87               | 96               |                  |
| Середньомісячна швидкість вітру, м/с          | 6.60             | 6.40             | 6.30             | 5.80             | 5.10             | 4.90             | 4.60             | 4.80             | 5.50             | 5.90             | 6.40             | 6.90             |                  |
| Середньомісячна сонячна радіація, кДж/м²·день | 3348             | 6447             | 10765            | 14701            | 17549            | 18832            | 18252            | 15269            | 10926            | 6344             | 3498             | 2439             |                  |
| --------------------------------------------- | ---------------- | ---------------- | ---------------- | ---------------- | ---------------- | ---------------- | ---------------- | ---------------- | ---------------- | ---------------- | ---------------- | ---------------- | ---------------- |
| Джерело:                                      |                  |                  |                  |                  |                  |                  |                  |                  |                  |                  |                  |                  |                  |